# Gastrosaccus dunckeri
Gastrosaccus dunckeri är en kräftdjursart som beskrevs av John Todd Zimmer 1915. Gastrosaccus dunckeri ingår i släktet Gastrosaccus och familjen Mysidae. Inga underarter finns listade i Catalogue of Life.